# Melanotaenia boesemani
Espèce
Statut de conservation UICN

 EN (Needs updating) A1ad : En danger
Melanotaenia boesemani, ou Arc-en-ciel de Boeseman, est un poisson de la famille des Melanotaeniidés. Originaire de la région des lacs Ajamaru dans la péninsule de Vogelkop en Nouvelle-Guinée, c'est une espèce qui peut aussi être élevée en aquarium qui fait environ 10 à 12cm de long et peut vivre de 6 à 8 ans. C'est une espèce déclarée en danger par l'UICN.

## Maintenance en captivité
| Origine         |            | Eau           | Eau douce              |
| Dureté de l'eau | 10 °GH     | pH            | 7 à 7,8                |
| Température     | 27 à 30 °C | Volume mini.  | 300 l pour 6 individus |
| Alimentation    |            | Taille adulte | env. 10 à 12 cm        |
| Reproduction    |            | Zone occupée  | Milieu-Supérieur       |
| Sociabilité     |            | Difficulté    | Facile                 |

Il faut prévoir un bac d'au moins 300 litres pour un groupe de 6 individus. La température devra être comprise entre 27 et 30 °C, avec un pH de 7 à 7,8 pour une dureté de 10 °dGH.

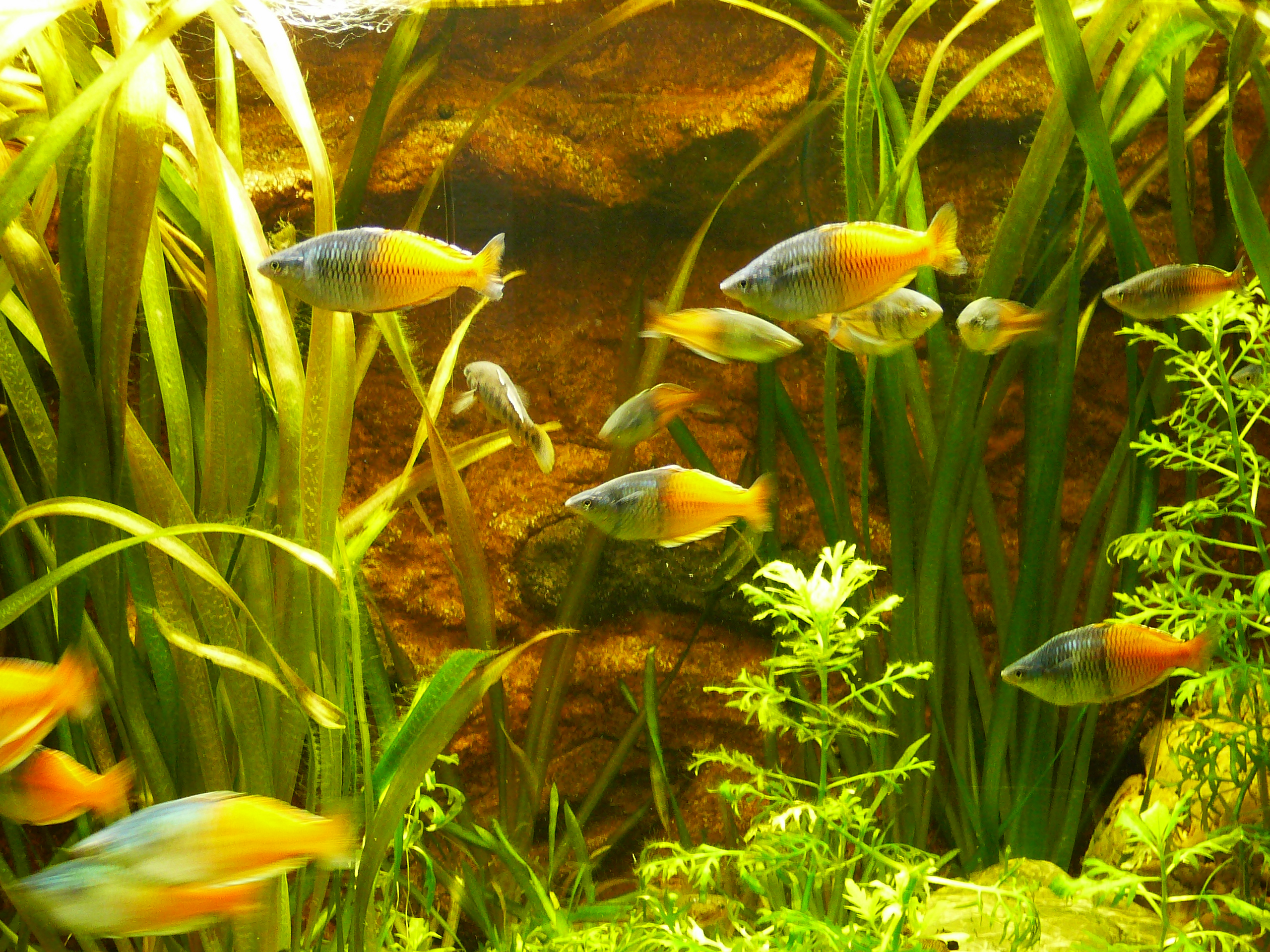
Groupe de Melanotaenia boesemani dans un aquarium

Sa grande originalité qui explique sa présence dans de nombreux aquariums, est d'être bicolore dans son axe horizontal avec une partie jaune orangé et une partie bleue alors que la plupart des autres poissons arc-en-ciel possèdent des variations de couleur verticalement.

## Taxonomie
Le nom valide complet (avec auteur) de ce taxon est Melanotaenia boesemani Allen & Cross, 1980.

## Publication originale
- Allen, G. R.; Cross, N. J. (1980). Descriptions of five new rainbowfishes (Melanotaeniidae) from New Guinea. Records of the Western Australian Museum. 8 (pt 3): 377-396.